# كباشين
كباشين (بالكردية: Kibêşîn‏) هي قرية سوريّة تتبع إداريّاً لمحافظة حلب منطقة عفرين ناحية مركز عفرين. بلغ تعداد سكانها 583 نسمة حسب التعداد السكاني لعام 2004، و953 نسمة حسب قيود السجل المدني لنهاية عام 2005.